# Туркестанский хребет
Туркестанский хребет (кирг. Түркстан кырка тоосу, узб. Turkiston tizmasi, тадж. Қаторкӯҳи Туркистон) — высокогорный хребет широтного направления, длиной около 340 км, относящийся к Гиссаро-Алайской горной системе. Через горный узел Матча хребет смыкается с Алайским хребтом на востоке, и простирается до Самаркандской равнины на западе. Северный склон протяжённый и пологий, с арчевыми лесами и редколесьями, южный — короткий и крутой, со скалами и осыпями. С юга долиной реки Зеравшан отделён от Зеравшанского хребта. Наивысшие точки — Скалистый пик (5621 м) и Пирамидальный пик (5509 м). Гребень хребта, особенно в восточной части, покрыт горными ледниками. Самые крупные — ледники Толстого, Шуровского и Зеравшанский — исток реки Зеравшан. Через один из перевалов хребта — Шахристан на высоте 3378 метров проходит шоссе Душанбе — Худжанд. Склоны расчленены долинами рек Исфара, Ак-Суу, Кара-Суу. На северном склоне расположено горное озеро Ай-Кёль.
На узбекской территории расположена Международная радиоастрономическая обсерватория «Суффа».
По хребту проходит граница Таджикистана с Узбекистаном и Киргизией.